# Riedelinius yali
Riedelinius yali is een keversoort uit de familie bladrolkevers (Attelabidae). De wetenschappelijke naam van de soort werd in 1999 gepubliceerd door Riedel.